# Jeppe Curth
Jeppe Lund Curth, né le 21 mars 1984, est un footballeur danois. Il joue au poste de milieu offensif avec l'équipe danoise du Viborg FF.

## Biographie
Curth signe son premier contrat avec le club danois du FC Nordsjælland à l'âge de 16 ans. 
Après quelques essais avec le club hollandais du Feyenoord Rotterdam, il signe pour poursuivre sa formation dans le club batave en avril 2001. De 2001 à 2003, Curth marque 10 buts en 13 matchs avec les moins de 19 ans danois et il est élu en 2002, "meilleur danois des moins de 19 ans".
Ayant beaucoup de mal à s'imposer au Feyenoord, et il est prêté une année à l'Excelsior Rotterdam en D2 hollandaise pendant une année où il fait ses débuts en senior et où il marque 8 buts en 19 matchs.
Lorsque son contrat avec Feyenoord se termine en juillet 2005, il retourne au Danemark pour jouer avec l'AaB Ålborg en première division danoise. Dans un premier temps avec Aalborg, il joue en tant qu'attaquant avant de laisser sa place progressivement à l'international suédois Rade Prica dans la saison 2006-07.
Il dispute 43 matchs et marque 15 buts dans les différentes équipes de jeunes du Danemark.
En 2008, après avoir disputé les tours de qualifications, il découvre la prestigieuse Ligue des champions le 17 septembre 2008 contre le Celtic Glasgow en étant titulaire. Lors du quatrième match de poule il marque contre le Villarreal CF mais les deux équipes se neutralisent 2-2.

## Palmarès

### En équipe
- 2008 et 2014 : Champion du Danemark avec AaB Ålborg.

### Distinctions personnelles
- 2002 : Moins de 19 ans danois de l'année.
- 2008 : Meilleur buteur du championnat danois avec AaB Ålborg en 33 matchs et 17 buts.